# 郑光 (1940年)
郑光（1940年—），四川南充市人，中华人民共和国考古学家。

## 生平
1963年，毕业于西北大学历史系，之后考入中国科学院考古研究所，师从郭郭宝。1966年毕业后留在考古所工作。1978年起，主持二里头遗址二号宫殿的发掘工作。1980年，接替赵芝荃任二里头工作队队长。期间长期进行考古清理和样品清理、分类工作。主持编写《二里头遗址1980-1992年发掘报告》、《二里头遗址陶器图录》等。